# Ponte aérea Rio–São Paulo
A Ponte Aérea, mais conhecida como Ponte Aérea Rio-São Paulo, foi originalmente um acordo firmado em 5 de julho de 1959, pelas empresas Varig, Cruzeiro do Sul e VASP que ofereciam várias frequências diárias entre os aeroportos Santos Dumont no Rio de Janeiro e Congonhas em São Paulo.
Atualmente o termo Ponte Aérea se refere ao trecho, que é operado pela LATAM, Gol e Azul, com mais de 120 voos diários partindo das duas cidades, em média a cada 15 minutos, entre 6h10 até por volta das 21h30, porém, sem acordo entre as empresas.

## História

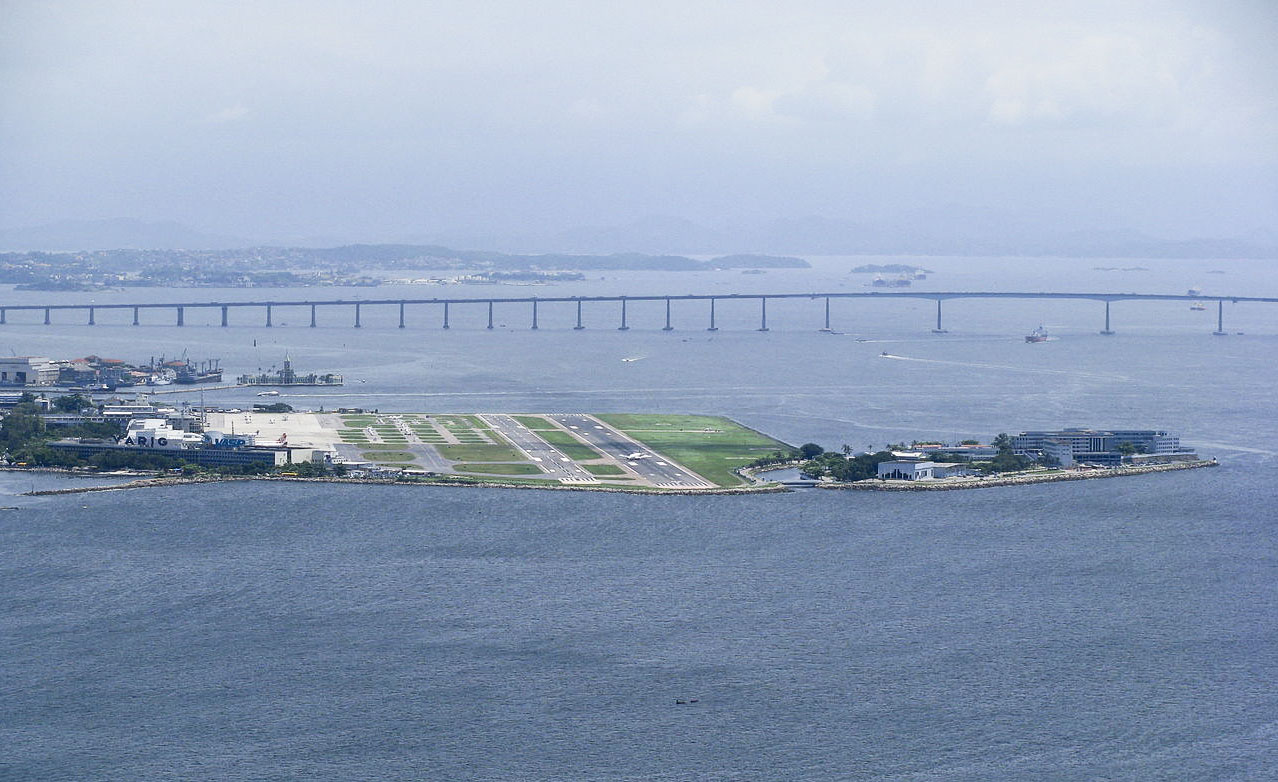
Aeroporto Santos Dumont no Rio de Janeiro.

Originalmente, esses voos não eram regulares e muitas vezes saíam quase juntos, com um ou outro lotado ou vazio. A partir deste questão, as principais empresas aéreas do país na época, Varig, Vasp e Cruzeiro, assinaram um acordo e começaram a voar entre Rio e São Paulo com voos escalonados alternadamente a cada 60 minutos, com livre circulação dos passageiros entre as companhias. Com um bilhete embarcava-se na primeira aeronave disponível, independendo de qual empresa pertencia.   
Nas décadas de 70 e 80, restrições ao tamanho de aeronaves nos dois aeroportos centrais do Rio e de São Paulo, fez com que o único avião autorizado a voar no trecho fosse o Lockheed Electra, da Varig. O primeiro prejuízo deste pacto ocorreu na década de 90, quando a TAM, que não fazia parte do acordo, ingressou na rota ao conseguir autorização para o uso do Fokker 100, uma aeronave a jato mais moderna, confortável e veloz. A VASP, já sem interesse, deixou a parceria, seguida das outras duas. 

## Atualidade

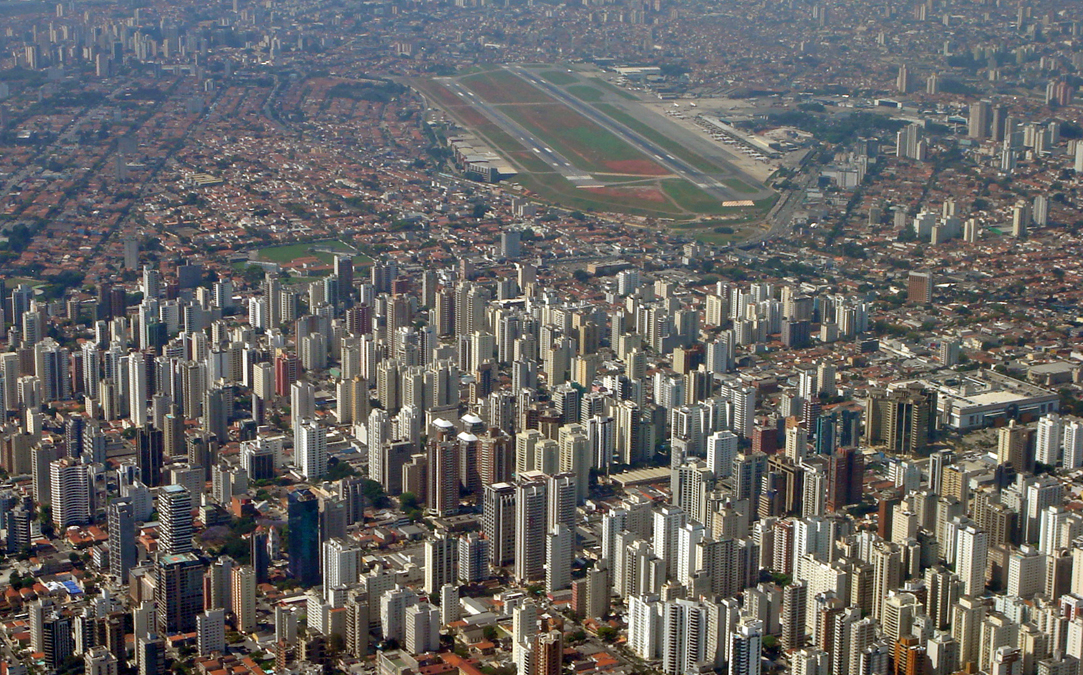
Aeroporto de Congonhas em São Paulo.

Hoje em dia o termo "ponte aérea" é usado simplesmente para designar a rota Rio-São Paulo, sendo esta a nona mais movimentada do mundo em número de passageiros, com cerca de 7 milhões de passageiros por ano.
Entre 1975 e 1991, o serviço foi operado exclusivamente pelos quadrimotores turboélice Lockheed L-188 Electra pertencentes à Varig, que se notabilizaram pelos altos índices de segurança e disponibilidade apresentados durante os anos de operação.[carece de fontes?] O último voo do avião na rota, em janeiro de 1992, foi motivo de cobertura jornalística pelos principais meios de comunicação.
Em 10 de fevereiro de 2007, a companhia aérea Gol, maior usuária de Boeing 737 na América Latina, inseriu o Boeing 737-800 Short Field Performance (SFP) na rota. A configuração foi feita a seu pedido para utilização na Ponte Aérea, uma vez que o aeroporto Santos Dumont dispõe de uma pista curta, com 1.323 metros de extensão.. Estas aeronaves têm freios de carbono ao invés de aço, que são mais leves e geram uma frenagem maior.